# La Storia (televizijska serija)
La Storia je talijanska povijesno-dramska serija iz 2024. koju je stvorila Francesca Archibugi i koja je adaptirana na istoimenom romanu Else Morante iz 1974. godine.
Premijerno je prikazana 28. listopada 2023. na festivalu "Festa del Cinema di Roma" u Rimu, a počela se prikazivati od 8. siječnja 2024. na kanalu Rai 1.

## Radnja
1938. Ida Ramundo je židovska učiteljica u osnovnoj školi koja sama odgaja svog 16-godišnjeg sina Nina.
1940. Idu, na putu prema kući, prati pijani njemački vojnik koji pod izgovorom da joj pomogne s vrećicama za kupovinu ulazi u njezinu kuću i siluje ju. Ida otkriva da je zatrudnjela i da će u potpunoj tajnosti roditi dijete koje će morati odrasti među mnogim poteškoćama koje razdoblje nosi.

## Glumačka postava
- Jasmine Trinca kao Ida Ramundo
- Valerio Mastandrea kao Remo
- Elio Germano kao Giuseppe Cucchiarelli
- Asia Argento kao Santina
- Lorenzo Zurzolo kao Carlo Vivaldi / Davide Segre
- Francesco Zenga kao Antonio "Nino" Mancuso
- Christian Liberti kao Giuseppe piccolo
- Mattia Basciani kao Giuseppe
- Lukas Zumbrock kao Günther
- Giselda Volodi kao Vilma
- Vincenzo Nemolato kao Domenico
- Vincenzo Antonucci kao Salvatore
- Carmen Pommella kao Sora Mercedes
- Flora Gigliosetto kao Carulì
- Anna De Stefano kao Rosa
- Rosaria Langellotto kao Serafina
- Arcangelo Iannace kao Giuseppe Primo
- Antonella Attili kao Filomena Marrocco
- Ludovica Francesconi kao Annita
- Angelica Leo kao Consolata
- Serena Verdone kao Nobildonna
- Josafat Vagni kao Nello
- Anna Ferruzzo kao Celeste Di Segni
- Enzo Casertano kao Tommaso Marocco
- Filippo Croce kao Fernando

## Snimanje
Snimanje se odvijalo 22 tjedna od srpnja 2022. godine, uglavnom u Rimu i Tivoliju, te tjedan dana u Napulju i Anagni

## Vanjske poveznice
- Službena stranica raiplay.it
- La Storia u internetskoj bazi filmova IMDb-a